# Đàm Vĩnh Hưng
Đàm Vĩnh Hưng, de son vrai nom Huỳnh Minh Hưng, né le 2 octobre 1971 à Đà Nẵng, est un chanteur vietnamien.

## Biographie

### Début
Đàm Vĩnh Hưng, né d'une mère originaire de Quảng Nam. Son grand-père maternel était franco-vietnamien et sa grand-mère maternelle d'origine chinoise. Il est entré à l'école secondaire, Nguyễn Thượng Hiền au district de Tân Binh à Hô-Chi-Minh-Ville.

### Carrière
Depuis 1991, il participe à des activités culturelles en tant que chanteur dans un club pour jeunes au Centre Culturel District 10. En 1998, il passe huit fois l'examen au concours, Television voice de Hô-Chi-Minh-Ville et gagne le concours et un prix.
Du 6 au 13 novembre 2009, il participe pour Operation Smile, une organisation qui organisent des soins chirurgicaux gratuits pour des enfants nés avec une fente labio-palatine et d'autres défauts dans les hôpitaux de Cần Thơ et du Delta du Mékong. Il était accompagné de Lý Nhã Kỳ, Mỹ Tâm, Mai Phương Thúy ainsi que de l'ambassadeur de Operation Smile au Viêt Nam, Jackie Chan.
En 2012, il devient juge et coach avec Thu Minh, Trần Lập et Hồ Ngọc Hà dans la saison 1 de The Voice au Viêt Nam.

## Controverses
En juillet 2010, il est venu pour un concert à Santa Clara, en Californie.  Pour éviter toute protestations de la part des viêtnamo-Américains, la sécurité a dû être renforcée. Beaucoup de viêtnamo-Américains le voient comme un symbole du gouvernement communiste. L'activiste, Ly Tong, habillé en travesti pour passer la sécurité et sous le prétexte de lui donner une fleur, l'asperge au visage avec un gaz au poivre. Ly Tong sera arrêté et sera libéré sous caution.

## Discographie

### Singles
- 2012 : Tuổi Hồng Thơ Ngây
- 2012 : Góc Khuất
- 2012 : Đừng Yêu Anh - Ft.  Tinna Tình

### Albums
- 1998 : Tình Ơi Xin Ngủ Yên
- 2001 : Bình Minh Sẽ Mang Em Đi
- 2002 : 1 Trái Tim Tình Si
- 2002 : Bao Giờ Người Trở Lại - Hãy Đến Đây Đêm Nay
- 2002 : Phôi Pha - Tình Khúc Trịnh Công Sơn
- 2002 : Cô Đơn Tiếng Sóng
- 2002 : Màu Tóc Nhung - Ft.  Mỹ Tâm
- 2003 : Giọt Nước Mắt Cho Đời
- 2004 : Hưng
- 2004 : Tình Yêu Còn Đâu
- 2004 : Mắt Lệ Cho Người - Ft.  Ft.  Mỹ Tâm, Quang Dũng
- 2005 : Đàm 7 "Mr. Đàm"
- 2005 : Tình Khúc Nguyễn Nhất Huy - Vẫn Nợ Cuộc Đời - Ft.  Mỹ Tâm
- 2005 : Hoa Học Trò
- 2006 : Tình Ca Hoài Niệm
- 2006 : Giải Thoát
- 2006 : Tình Tuyệt Vọng
- 2006 : Vùng Trời Bình Yên
- 2007 : Xin Lỗi Tình Yêu
- 2007 : Giã Từ
- 2007 : Lạc Mất Em
- 2007 : Hạnh Phúc Lang Thang - Dạ Khúc Cho Tình Nhân
- 2007 : Hạnh Phúc Lang Thang 2 - Dạ Khúc Cho Tình Nhân
- 2007 : Dạ Khúc Cho Tình Nhân 1
- 2007 : Những Bài Hát Chọn Lọc
- 2008 : Bước Chân Mùa Xuân
- 2008 : Mùa Noel Đó
- 2008 : Muộn
- 2008 : Hạnh Phúc Cuối
- 2008 : Qua Cơn Mê - Dạ Khúc Cho Tình Nhân 2
- 2009 : Nửa Vầng Trăng
- 2010 : Khoảng Cách
- 2011 : Những Bài Ca Không Quên - Dạ Khúc Cho Tình Nhân 3
- 2011 : Cuộc Tình Đã Mất - Dạ Khúc Cho Tình Nhân 4
- 2011 : 3H
- 2011 : Sa Mạc Tình Yêu - Ft.  Thanh Lam
- 2011 : Xót Xa - Dạ Khúc Cho Tình Nhân 5
- 2011 : Anh Còn Nợ Em
- 2011 : Tuyển Chọn Dạ Khúc Cho Tình Nhân
- 2011 : Ca Dao Mẹ
- 2012 : Chúc Xuân - Bên Em Mùa Xuân - Ft.  Dương Triệu Vũ, Tammy Nguyễn, Hoài Lâm, Hồng Ngọc
- 2012 : Số Phận
- 2012 : Góc Khuất
- 2012 : Giọng Hát Việt: That's How We Do It!  - Ft.  Hồ Ngọc Hà, Bức Tường, Thu Minh
- 2012 : Thương Hoài Ngàn Năm (2012)

## Récompenses
- 1996 : Prix d'encouragement pour l'album, Bài ca tháng 4 par les organisations touristiques Sen.
- 1997 : Prix du premier concours « Liên hoan các giọng hát hay bán chuyên nghiệp ».
- 1998 : Prix de Television voice de Hô-Chi-Minh-Ville.
- 2001 : Prix reçu pour sa voix et son visage aimés par le grand public.
- 2002 : Prix de la vague verte de Television voice de Hô-Chi-Minh-Ville
- 2003 : Giải nhất Ngôi sao bạch kim  (Catégorie : Meilleur interprète masculin)
- 2004 : Giải thưởng Làn Sóng Xanh (Catégorie : Chanteur le plus populaire)
- 2005 : Feuille d'érable : Consulat général du Canada
- 2005 : Deux prix de la vague verte (Catégories : Chanteur préféré et chanteur de l'année)
- 2006 : Giải thưởng Ngôi sao bạch kim (Catégorie : Chanteur au style le plus impressionnant)
- 2007 : Prix-dédicace (Catégorie : Meilleur Chanteur)
- 2008 : Deux prix de Giải thưởng Làn Sóng Xanh (Catégories : Top 10 des chanteurs préférés et chanteur de l'année)
- 2009 : Giải thưởng Làn Sóng Xanh : 2e fois consécutive (Catégories : Top 10 des chanteurs préférés et chanteur de l'année)